# 青柳駅
青柳駅（あおやぎえき）は、長野県茅野市金沢青柳にある、東日本旅客鉄道（JR東日本）中央本線の駅である。

## 歴史
- 1905年（明治38年）11月25日：鉄道院中央本線 富士見駅・岡谷駅間開通と同時に開業[1]。旅客および貨物の取り扱いを開始[2]。
- 1949年（昭和24年）6月1日：日本国有鉄道に移管[3]。
- 1965年（昭和40年）1月21日：貨物の取り扱いを廃止[2]。
- 1984年（昭和59年）
  - 2月1日：荷物の扱いを廃止[2]。
  - 3月21日：無人化[4]。
- 1987年（昭和62年）4月1日：国鉄分割民営化により、JR東日本の駅となる[5]。
- 2002年（平成14年）：駅舎を改築[6]。うだつをデザインした駅舎で鉄道建築協会賞を受賞した[6]。
- 2005年（平成17年）11月25日：開業100周年。10月30日に茅野駅で茅野駅100周年と合わせた記念イベントを開催。
- 2014年（平成26年）4月1日：東京近郊区間に編入される[7]。
- 2017年（平成29年）4月1日：ICカード「Suica」の利用が可能となる[8]。
- 2025年（令和7年）2月：駅番号にCO 55を設定[9]。

## 駅構造
駅舎に接して単式ホーム1面1線、その奥に島式ホーム1面2線、計2面3線を有する地上駅である。ホームはかさ上げされていない。のりばは駅舎側から順に1番線、2番線、3番線となっており、二つのホームは屋根付きの跨線橋で結ばれている。なお、ホーム長が非常に長くとられているが、通常短い編成の列車しか停車しない（いずれもすずらんの里駅寄りに停まるのみ）こともあり、茅野駅寄りの大部分は舗装がされていない。
茅野駅管理の無人駅である。駅舎は当初木造であったが解体され、2002年（平成14年）にコンクリート造りの簡易駅舎が完成した。駅近くにあった金沢宿にちなみ、「うだつ」をモチーフにデザインされており、鉄道建築協会賞を受賞している。駅舎内部には簡易Suica改札機、乗車駅証明書発行機、ガラス張りの待合所が設置されている。また、島式ホーム上には、改装済みの待合室が設置されている。

### のりば
| 番線 | 路線     | 方向 | 行先                   | 備考            |
| ---- | -------- | ---- | ---------------------- | --------------- |
| 1    | 中央本線 | 下り | 上諏訪・岡谷・塩尻方面 | 一部列車は2番線 |
| 2    | 中央本線 | 下り | 上諏訪・岡谷・塩尻方面 | 待避・始発列車  |
| 2    | 中央本線 | 上り | 甲府方面               | 待避・始発列車  |
| 3    | 中央本線 | 上り | 甲府方面               |                 |

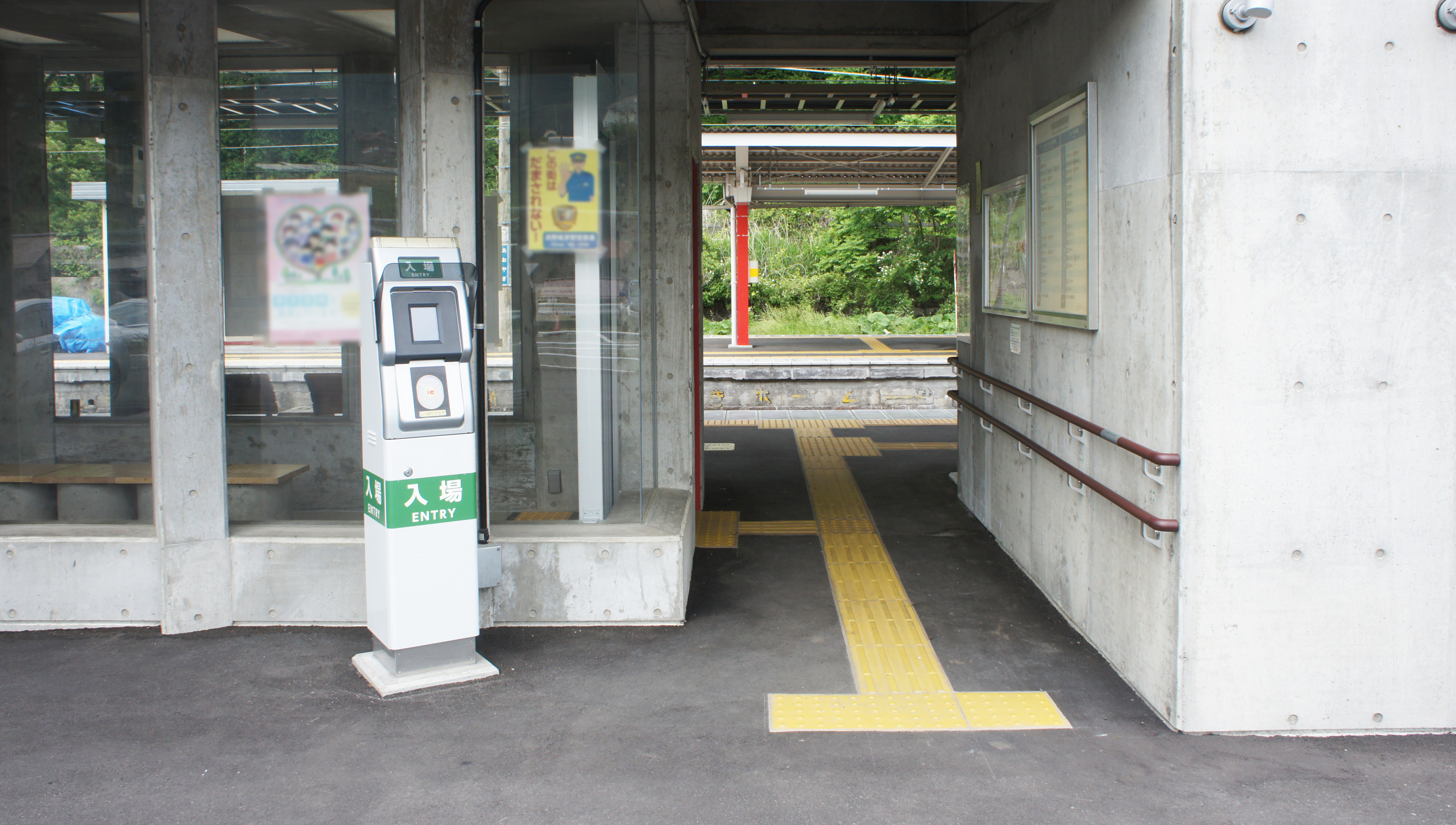
改札口（2021年6月）
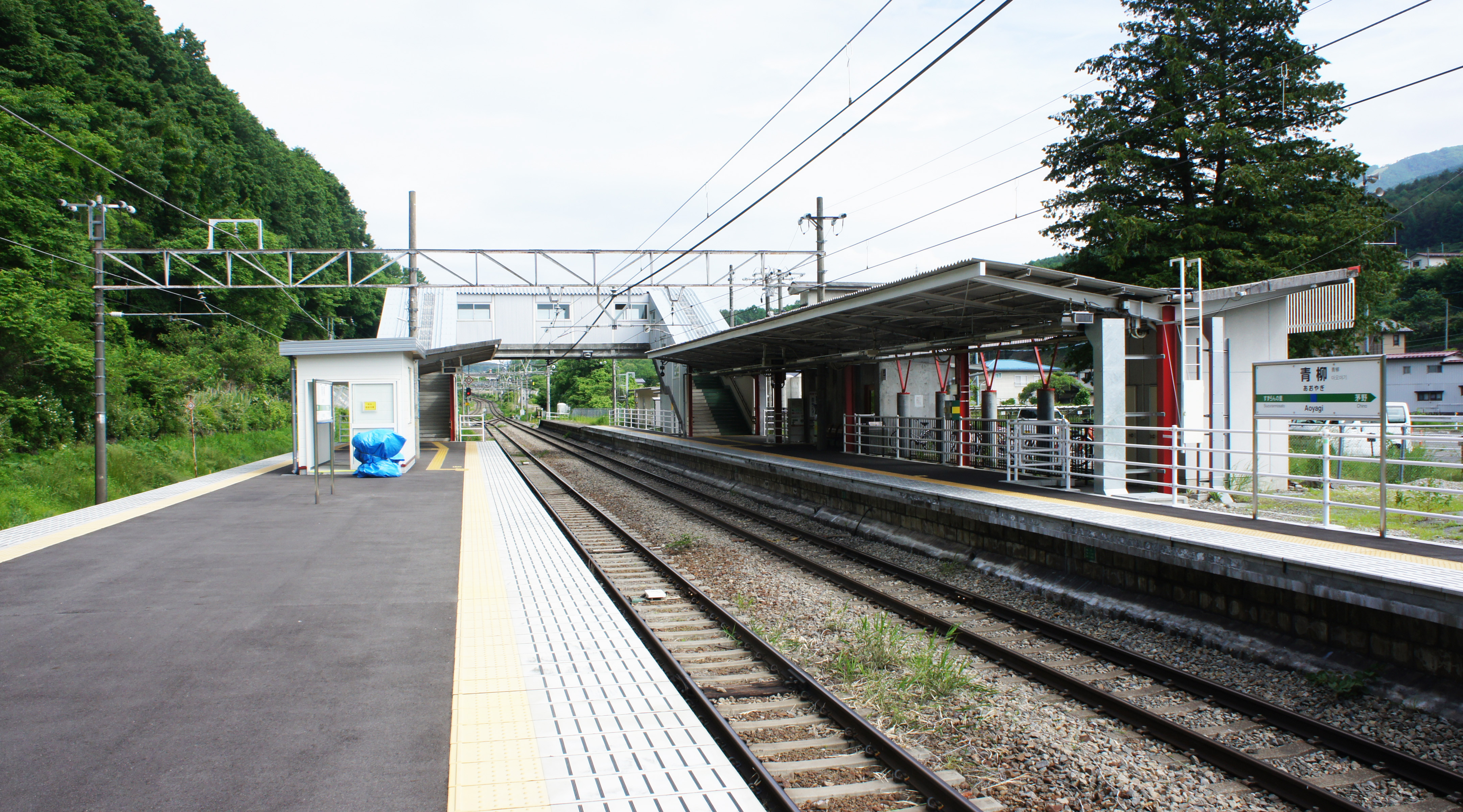
ホーム（2021年6月）

## 利用状況
2007年度（平成19年度）、2009年度（平成21年度）- 2011年度（平成23年度）の1日平均乗車人員の推移は以下のとおりであった。
| 乗車人員推移       | 乗車人員推移     | 乗車人員推移 |
| 年度               | 1日平均 乗車人員 | 出典         |
| ------------------ | ---------------- | ------------ |
| 2007年（平成19年） | 257              | [ 1 ]        |
| 2009年（平成21年） | 274              | [ 1 ]        |
| 2010年（平成22年） | 238              | [ 11 ]       |
| 2011年（平成23年） | 208              | [ 12 ]       |

## 駅周辺
駅正面は広場になっており、駐車場や公衆便所が設けられている。
駅は宮川という小川に沿う形で位置しており、そこに架かる青柳橋の先に青柳の集落がある。県道196号に沿って集落を抜けると国道20号に突き当たり、国道を北西方向に500メートルほど進んだ先に金沢の集落（旧金沢宿）がある。ここには小学校や信濃金沢郵便局、茅野市役所金沢出張所などのほかに「金沢温泉金鶏の湯」という公営施設があり、温泉やサウナが利用できる。
- 旧金沢宿
- 中央自動車道 諏訪南インターチェンジ
- コスモス工業
- 南信森林管理署諏訪南森林事務所
- 諏訪南インター林間工業団地
- セイコーエプソン 富士見事業所（アクセスはすずらんの里駅のほうが便利である）
- 茅野市立金沢小学校
- 信濃金沢郵便局
- アルピコタクシー「青柳駅前」停留所
- アルピコ交通「青柳」停留所

## その他
- 2006年（平成18年）までは毎年8月15日に行われる諏訪湖祭湖上花火大会のときは、青柳駅を始終着とする臨時普通列車が設定されたが、2007年（平成19年）では設定がなくなった。なお、9月第一土曜日に行われる新作花火大会の際には、青柳駅を始終着とする列車が設定されている。
- 2番線は旅客列車の入線が一切なく、事実上貨物列車専用だったが、2008年（平成20年）3月15日のダイヤ改正で「20時38分発甲府行き」が特急を待避するようになった。現在は1日に数本の普通列車と貨物列車の特急列車待避に使用されている。

## 隣の駅
東日本旅客鉄道（JR東日本）
 中央本線
すずらんの里駅 (CO 54) - 青柳駅 (CO 55) - 茅野駅 (CO 56)